# Taku (Saga)
Pour les articles homonymes, voir Taku.
Taku (多久市, Taku-shi) est une ville japonaise de la préfecture de Saga, sur l'île de Kyūshū.

## Géographie

### Situation

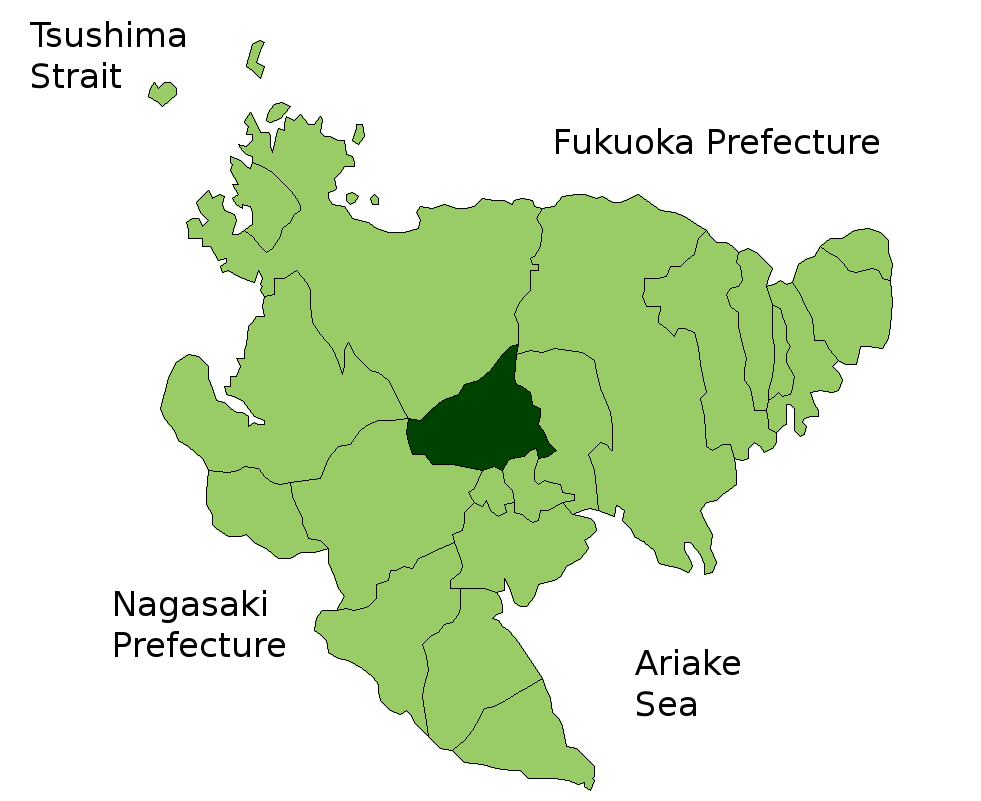

Taku est située dans le nord-ouest de l'île de Kyūshū, à mi-chemin entre Karatsu et Saga, capitale de la préfecture de Saga, au Japon.

### Démographie
En 2010, la population de Taku était de 21 358 habitants répartis sur une superficie de 96,93 km2. En mai 2023, elle s'élevait à 18 054 habitants.

## Histoire
La ville de Taku a été créée le 1er mai 1954 de la fusion de plusieurs bourgs et villages.

## Culture locale et patrimoine

### Patrimoine architectural
Le Taku seibyō : temple confucianiste, construit en 1708.

## Transports
Taku est desservie par la ligne Karatsu de la JR Kyushu.

## Jumelages
- Qufu (Chine)

## Personnalités liées à la municipalité
- Machiko Hasegawa (1920-1992), mangaka.